# ファイト・シュトースの祭壇画

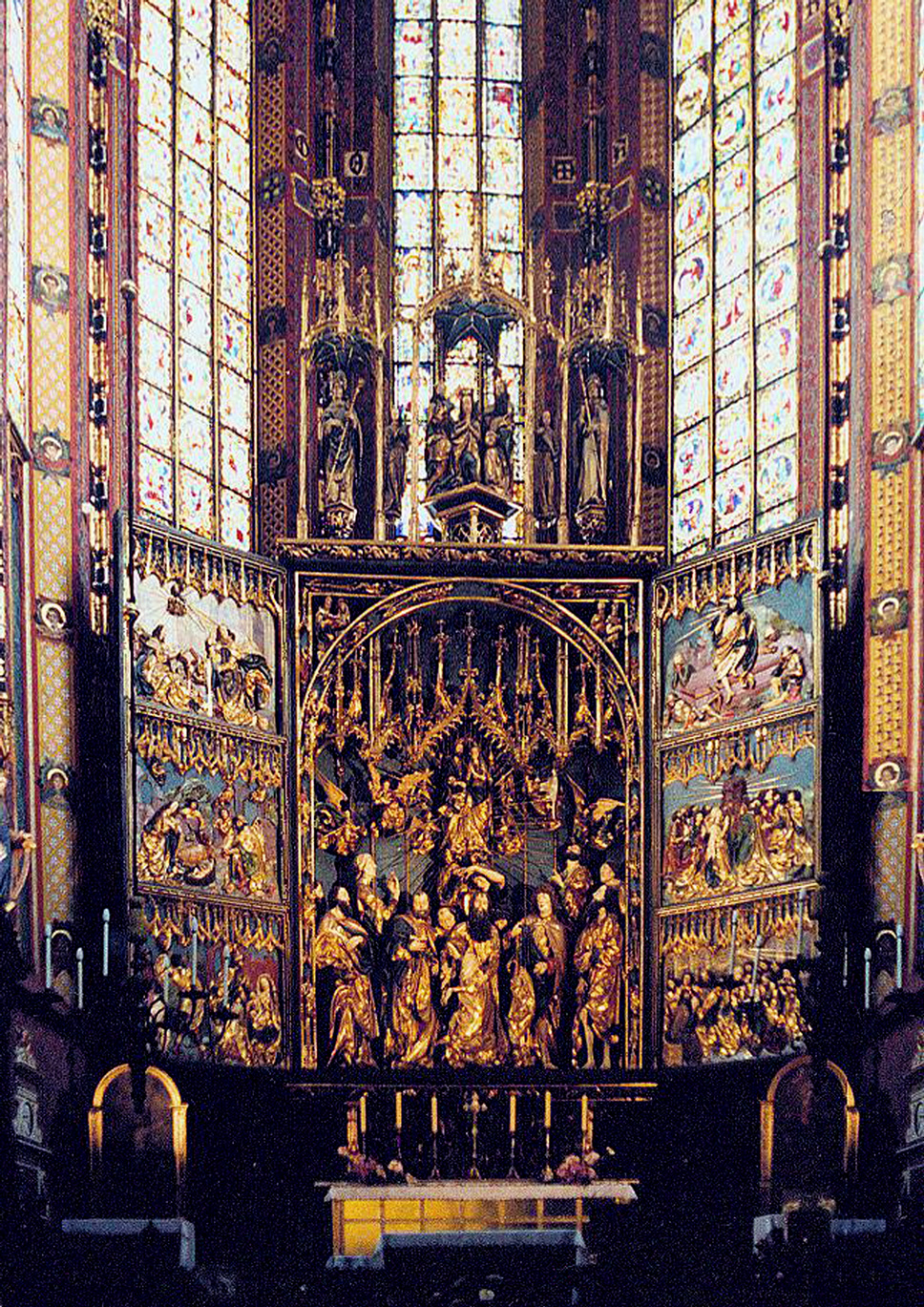
ファイト・シュトースの祭壇画

ファイト・シュトースの祭壇画（Ołtarz Wita Stwosza）または聖母マリアの祭壇（Ołtarz Mariacki）は、ヨーロッパのゴシック期に作られた祭壇画の中でも最大なもの。ポーランド、クラクフ、聖マリア教会の主祭壇の後ろにある。

## 歴史
この祭壇画を作ったのは彫刻家ファイト・シュトース （Veit Stoss）で、1477年から1489年にかけて制作された。2000ギルダーを越える制作資金はクラクフ市民が出資した。
第二次世界大戦およびドイツ占領下の期間中、祭壇画はドイツに持ち出された。しかし、戦争を無傷で生き残り、1946年にポーランドに返還、1957年にようやく聖マリア教会に戻された。
祭壇は歴史上何度か補修されている。1600年以前、1866年〜1870年、1932年〜1933年、1946年〜1949年、そして1999年にも。
シカゴのSt. John Cantiusはポーランド大聖堂様式 Polish Cathedral style で建てられた歴史的教会だが、そこには、この祭壇画の精巧な複製品が収められてある。大きさこそ本物の1/3しかないが、細部にいたるまで精巧に複製されている。1893年にこの教会を設立したガリツィア出身の移民たちへの感謝のしるしとして2003年に作られたものである。

## 絵の内容
この祭壇画は、高さ13m 、幅は翼（パネル）を広げた状態で11m ある。写実的な彫刻の高さは2.7 mで、3本の木（主にシナノキ）の幹から彫られたもので。他の部分はオーク材で作られ、背景に使われているのはカラマツである。
中央下に描かれた場面は、十二使徒の目の前で聖母マリアが永眠する場面である。その上には聖母の被昇天の絵が描かれ、さらにその上、枠の上には、聖母戴冠の場面が描かれている。聖母マリアの両横にいるのは、シュツェパノフの聖スタニスラウス Stanislaus of Szczepanów とプラハの聖アダルベルト Adalbert of Prague である。
翼を広げると、6つの聖母マリアの喜びの場面が見られる。
| 受胎告知       | （中央部分） | キリストの復活 |
| キリストの降誕 | （中央部分） | キリストの昇天 |
| 東方の三博士   | （中央部分） | 聖霊の降下     |

翼を畳むと、イエス・キリストと聖母マリアの生涯の12の場面が見られる。

## ギャラリー

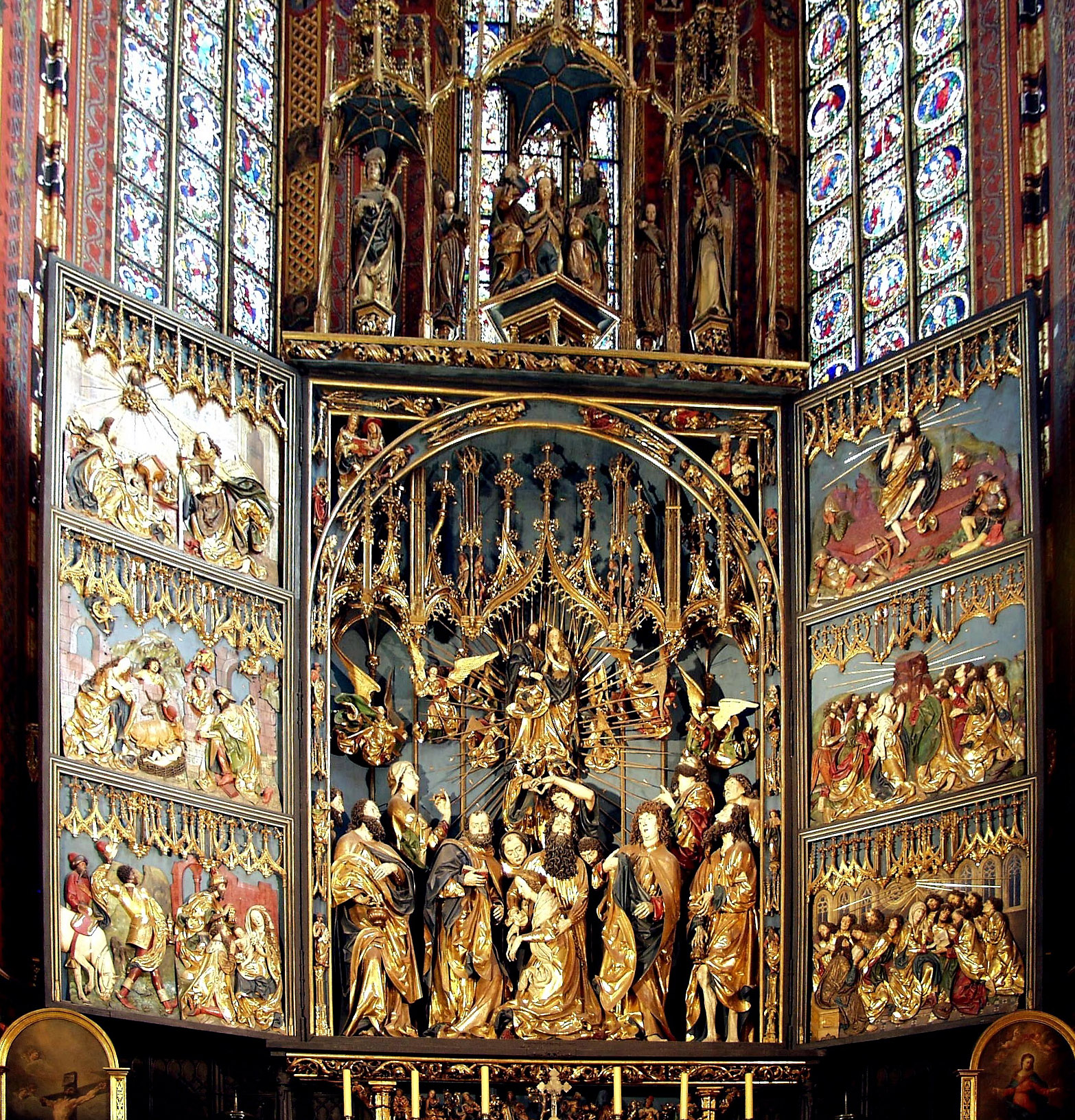
概観
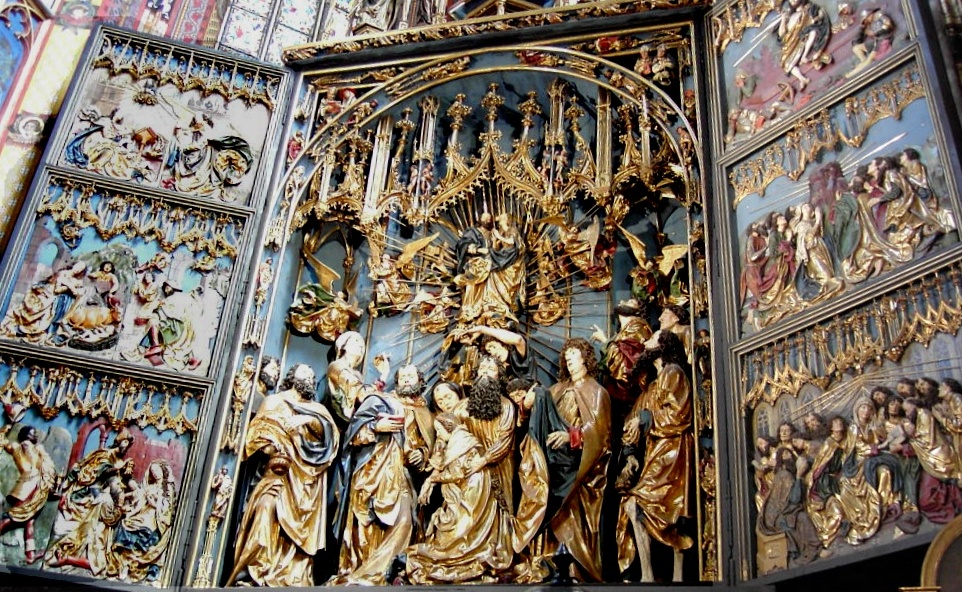
祭壇画の中央部
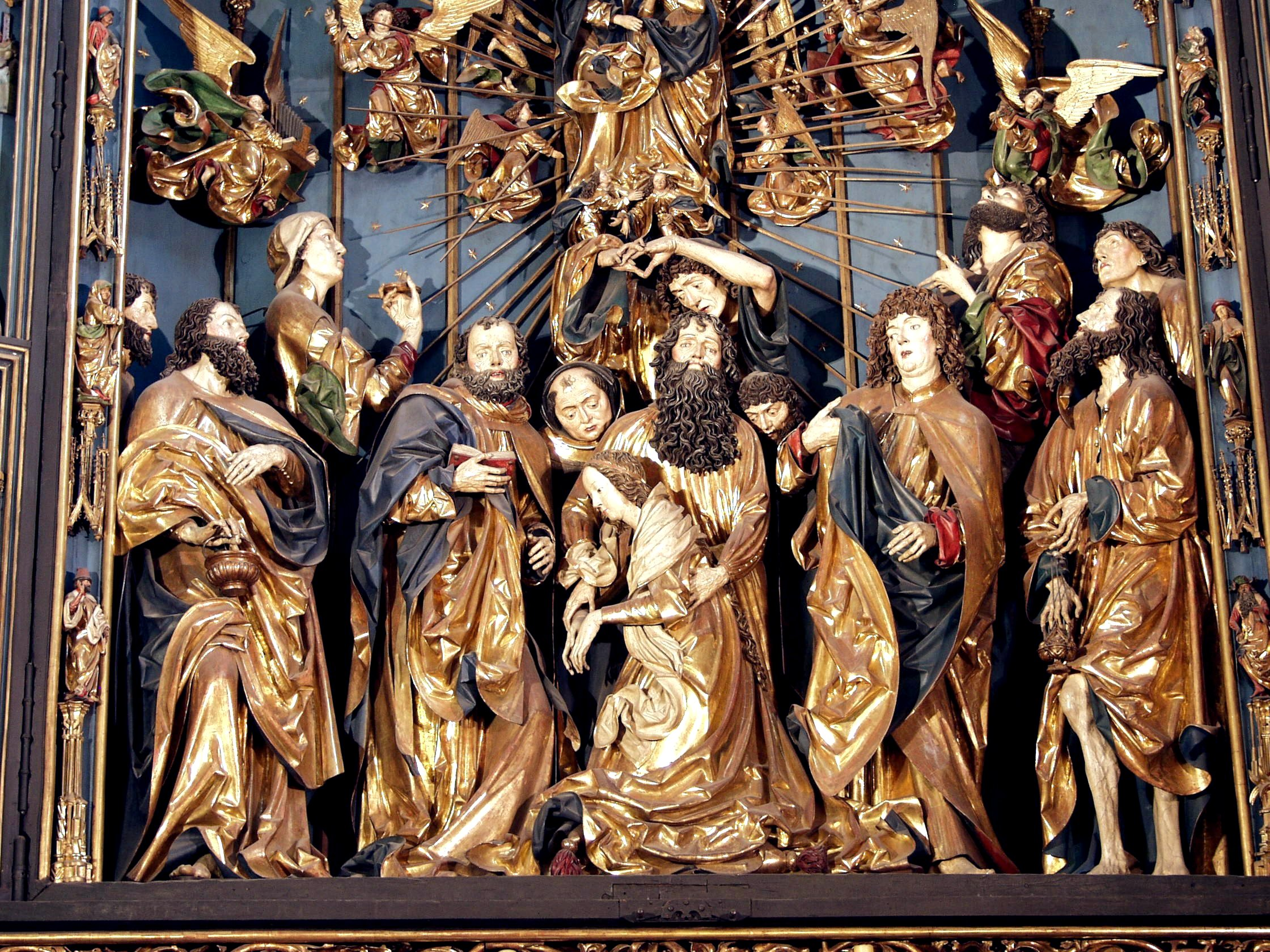
聖母永眠
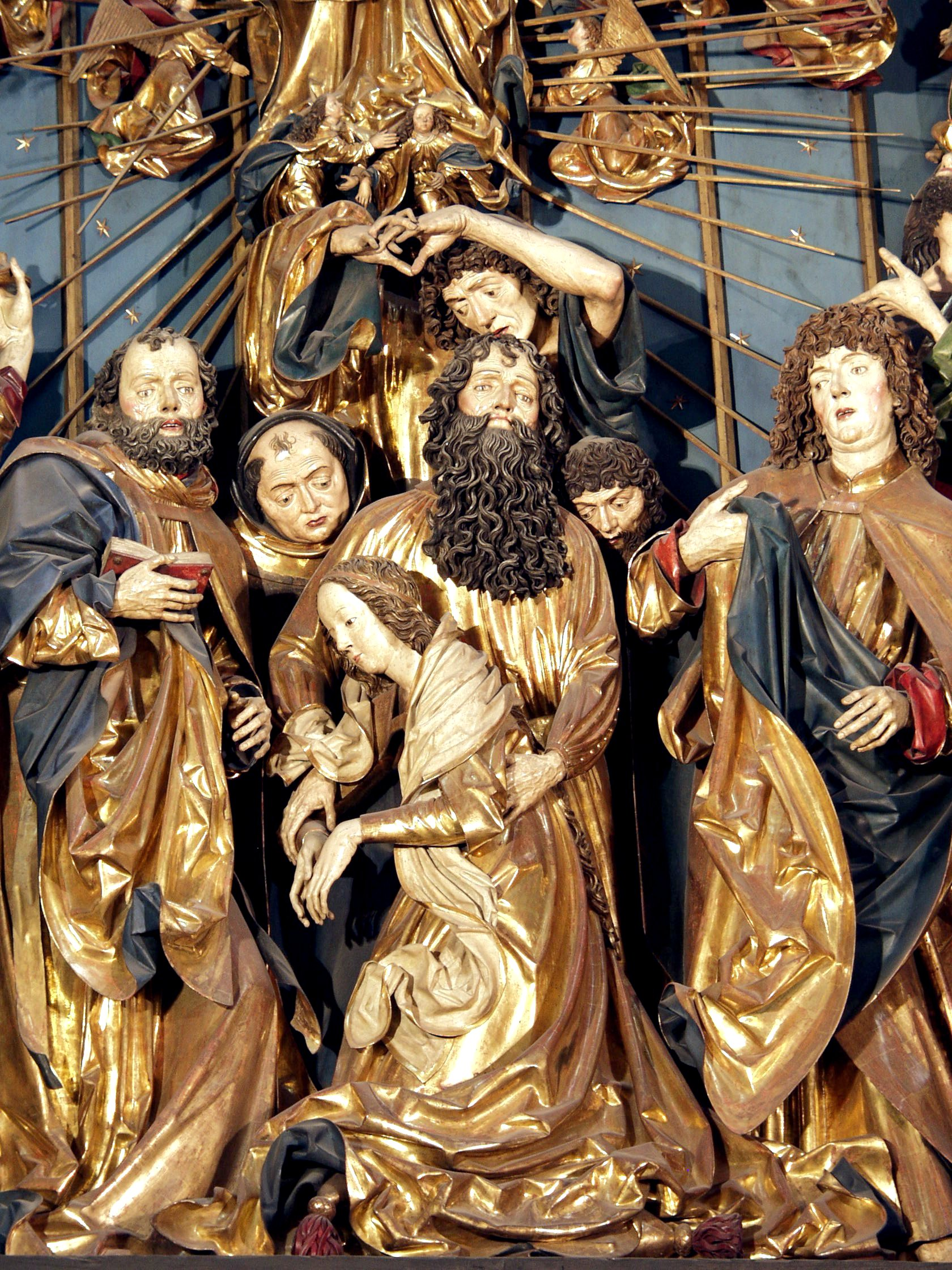
聖母永眠（ディテール）
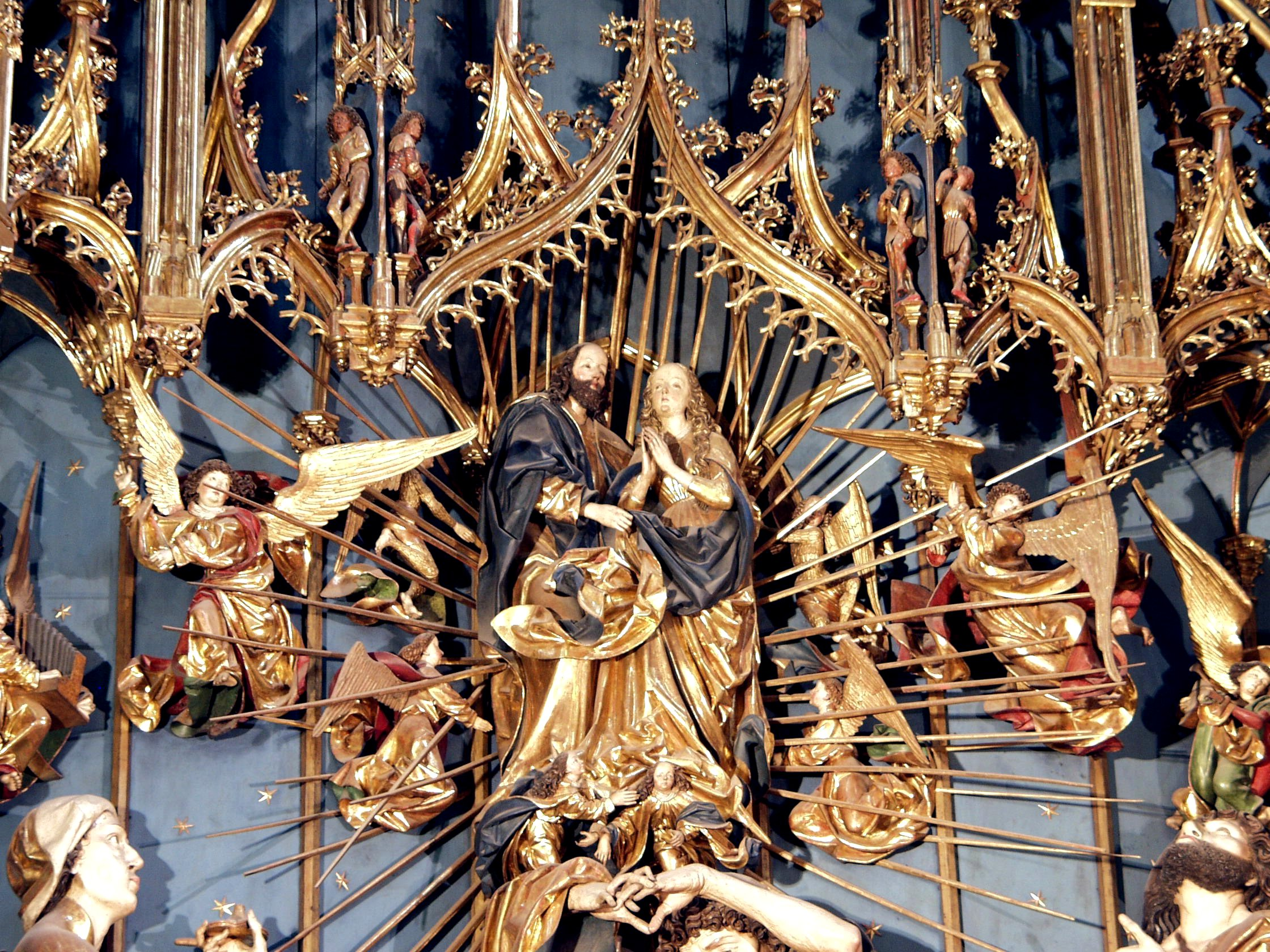
聖母被昇天
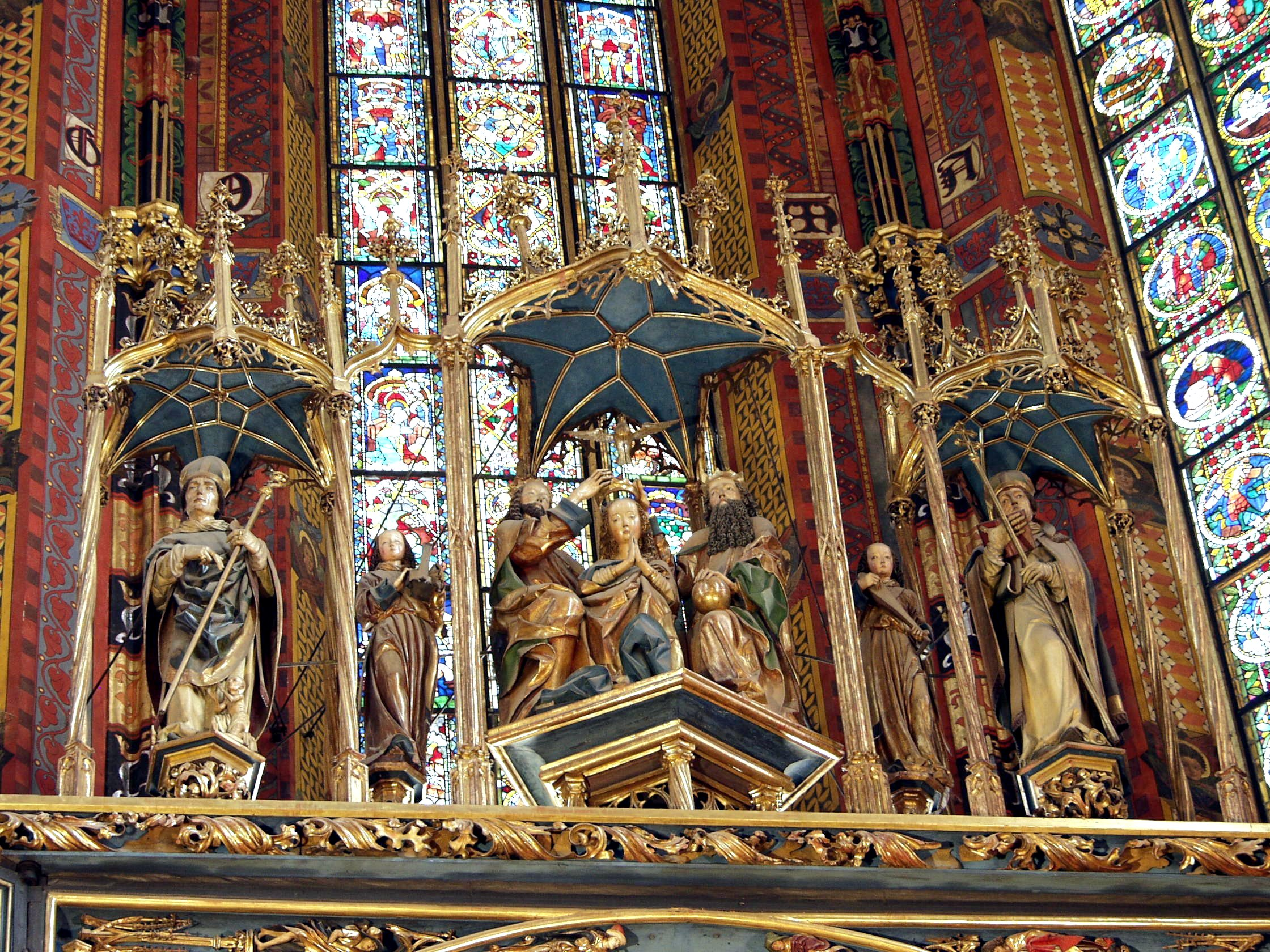
聖母戴冠
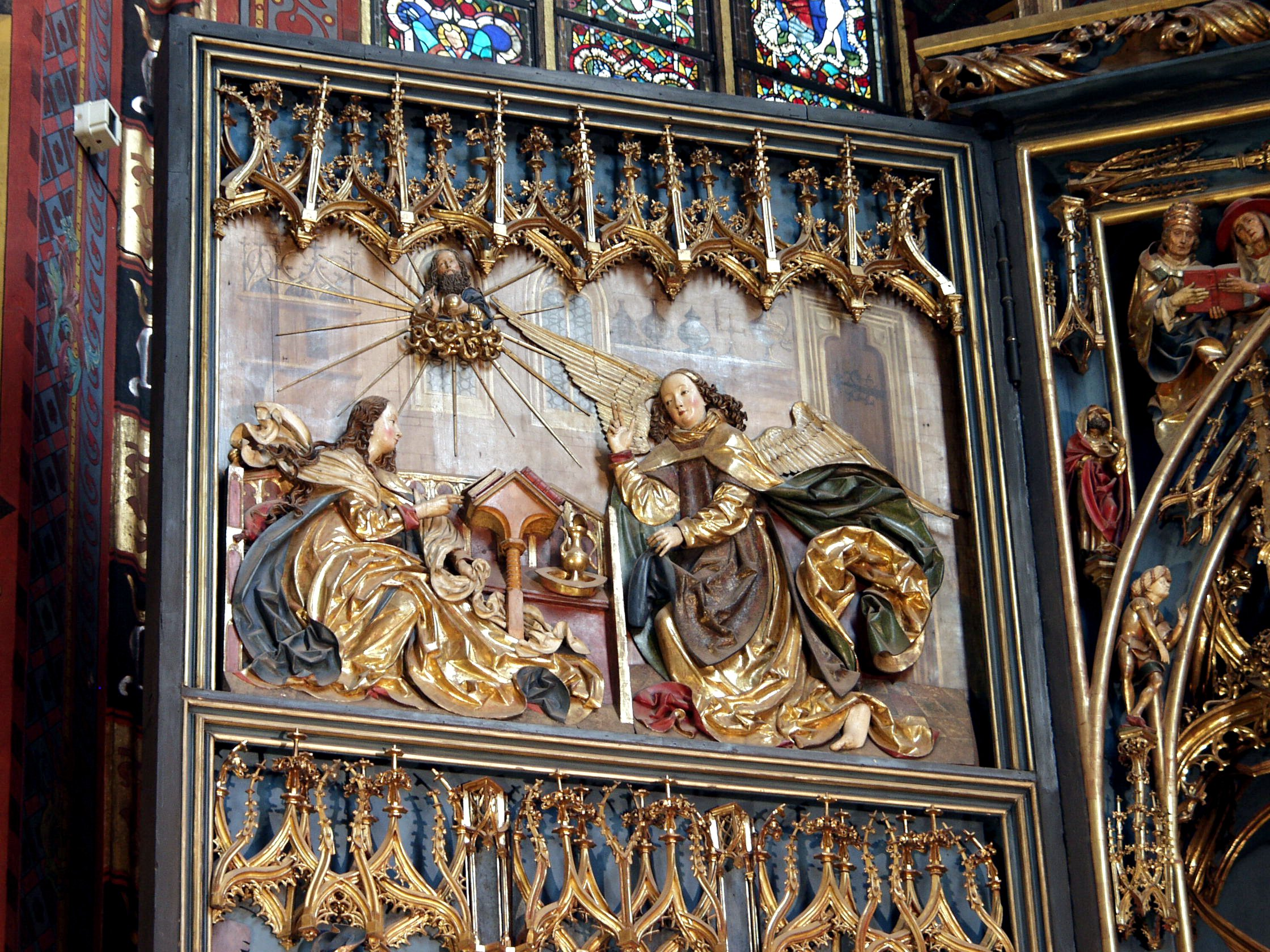
受胎告知
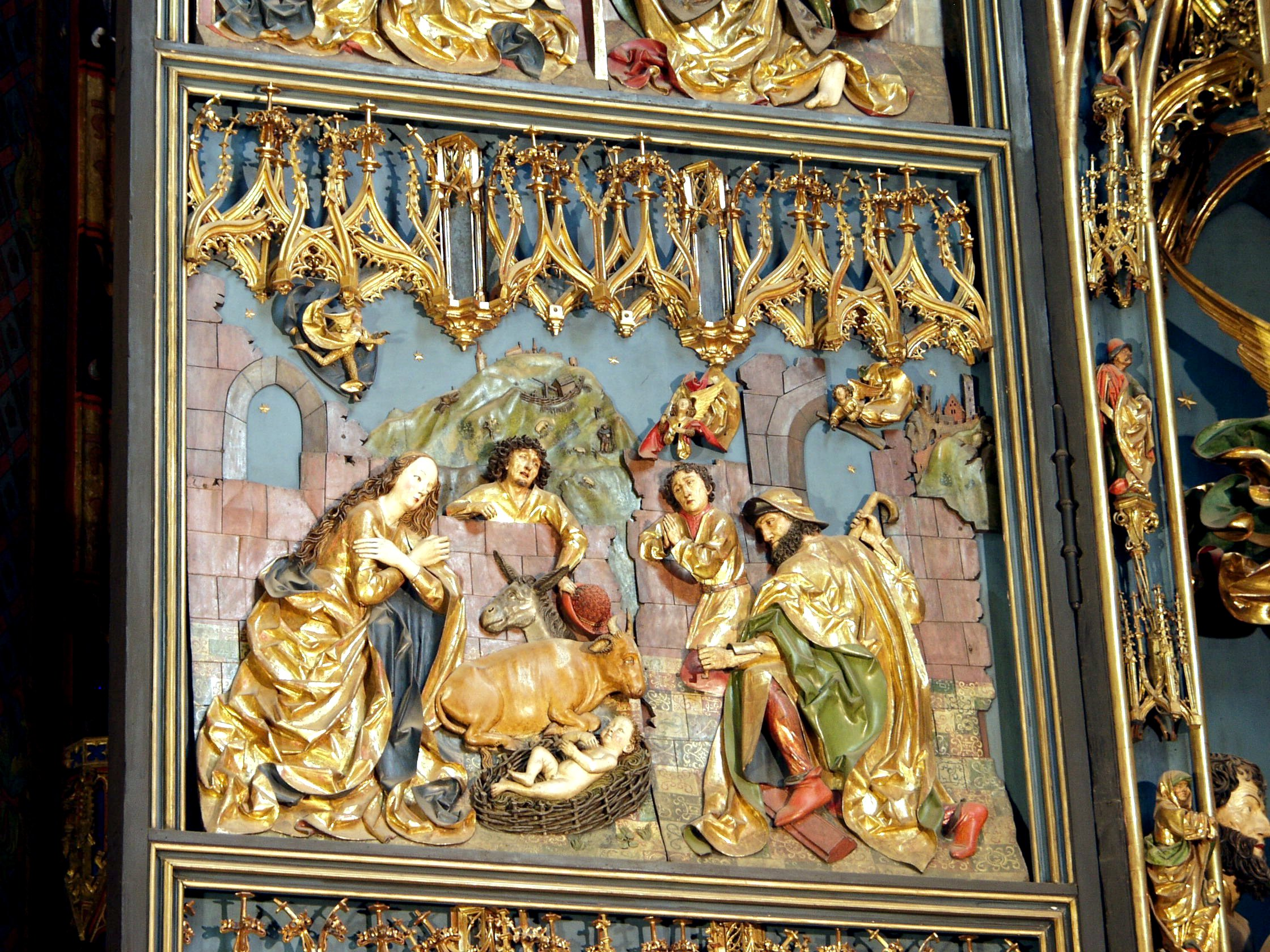
キリストの降誕
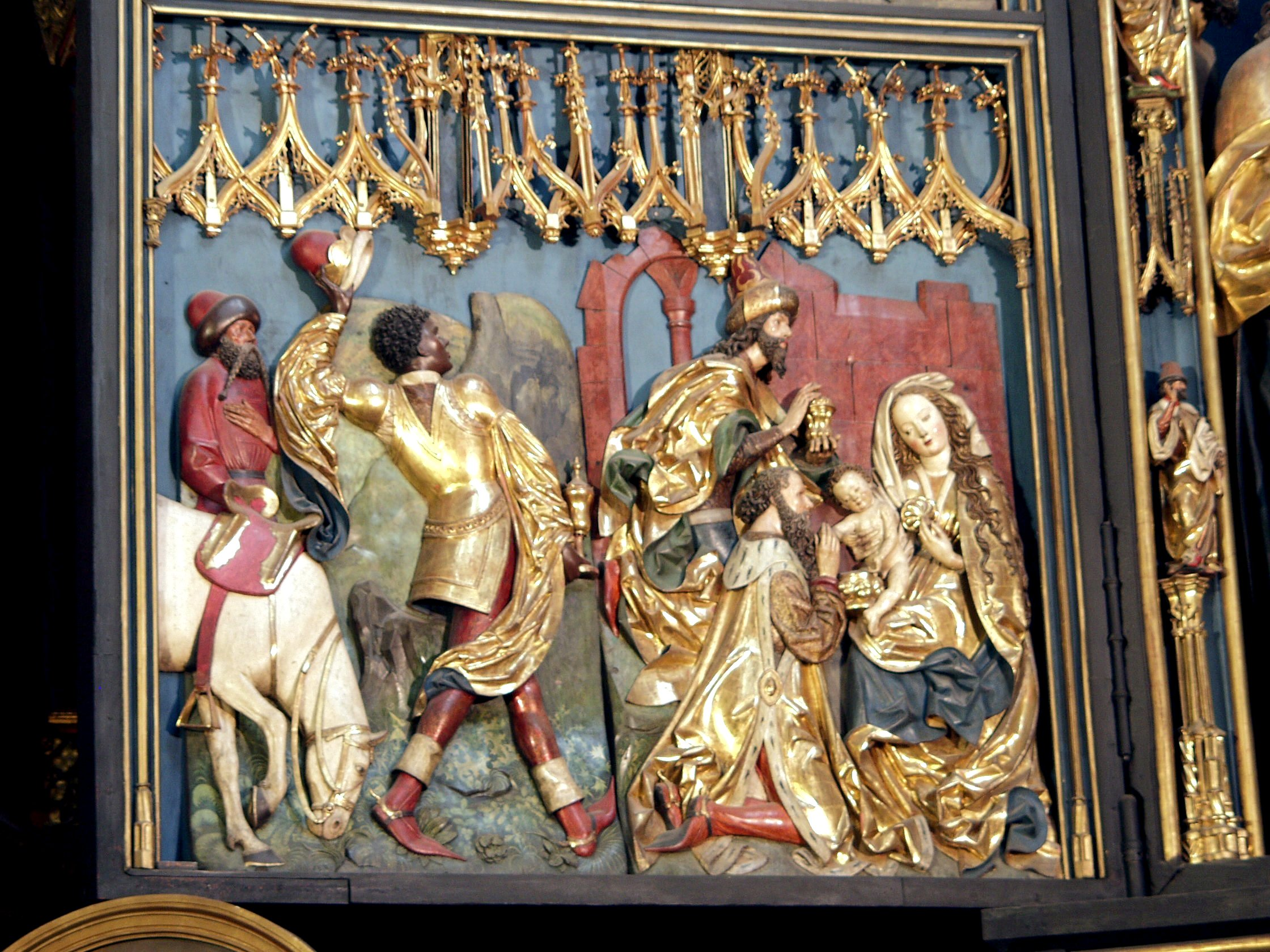
東方の三博士
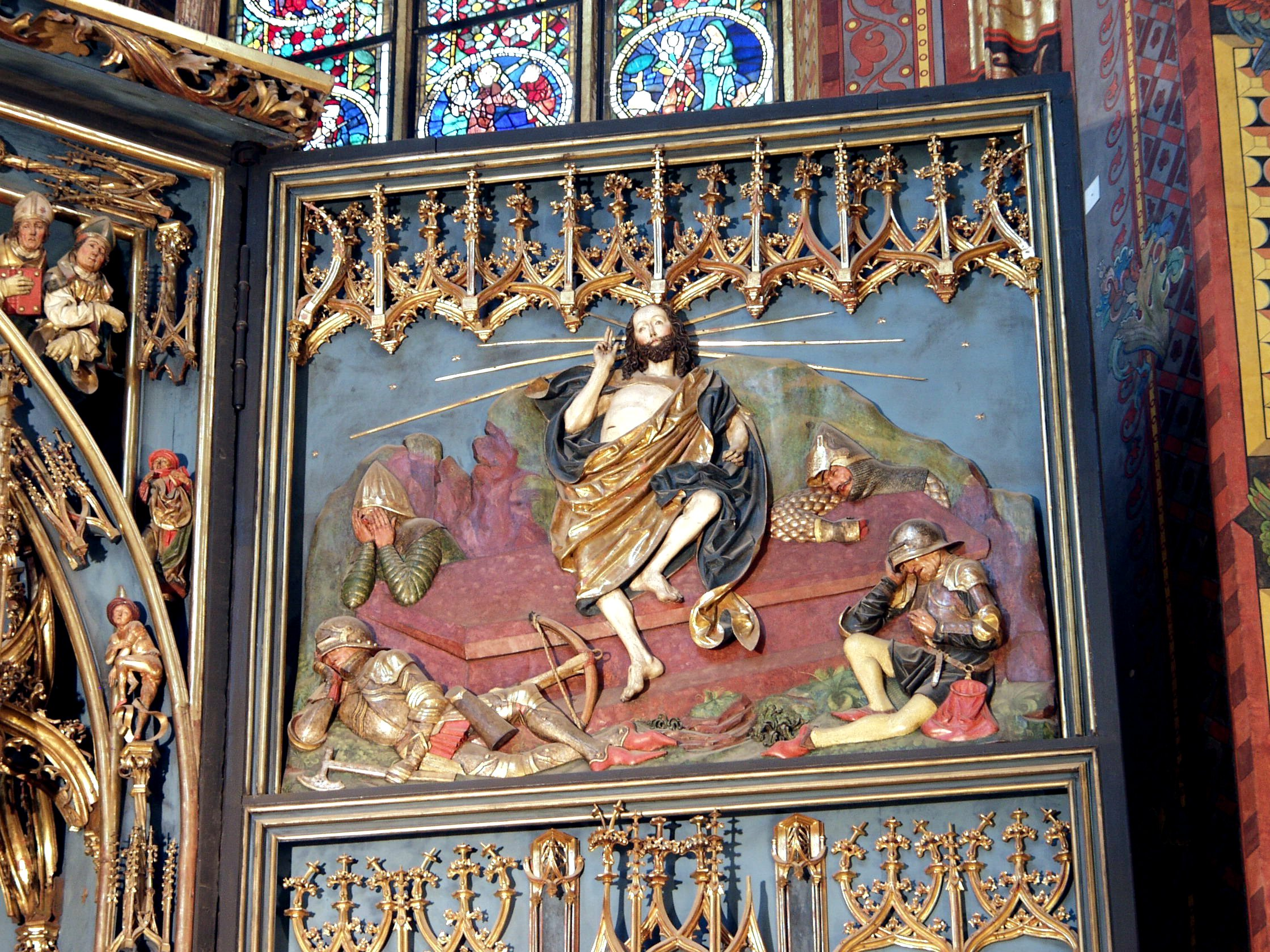
キリストの復活
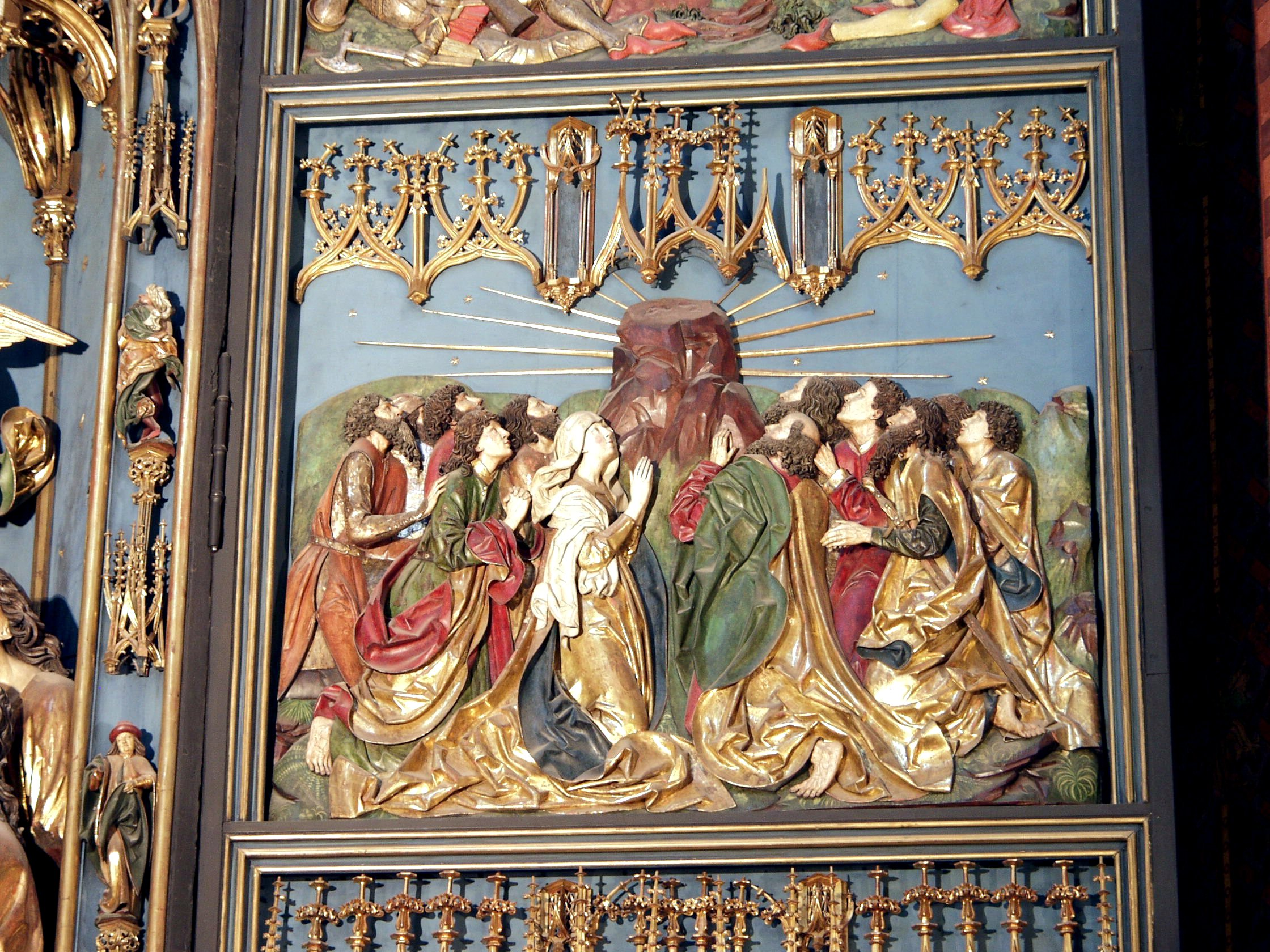
キリストの昇天
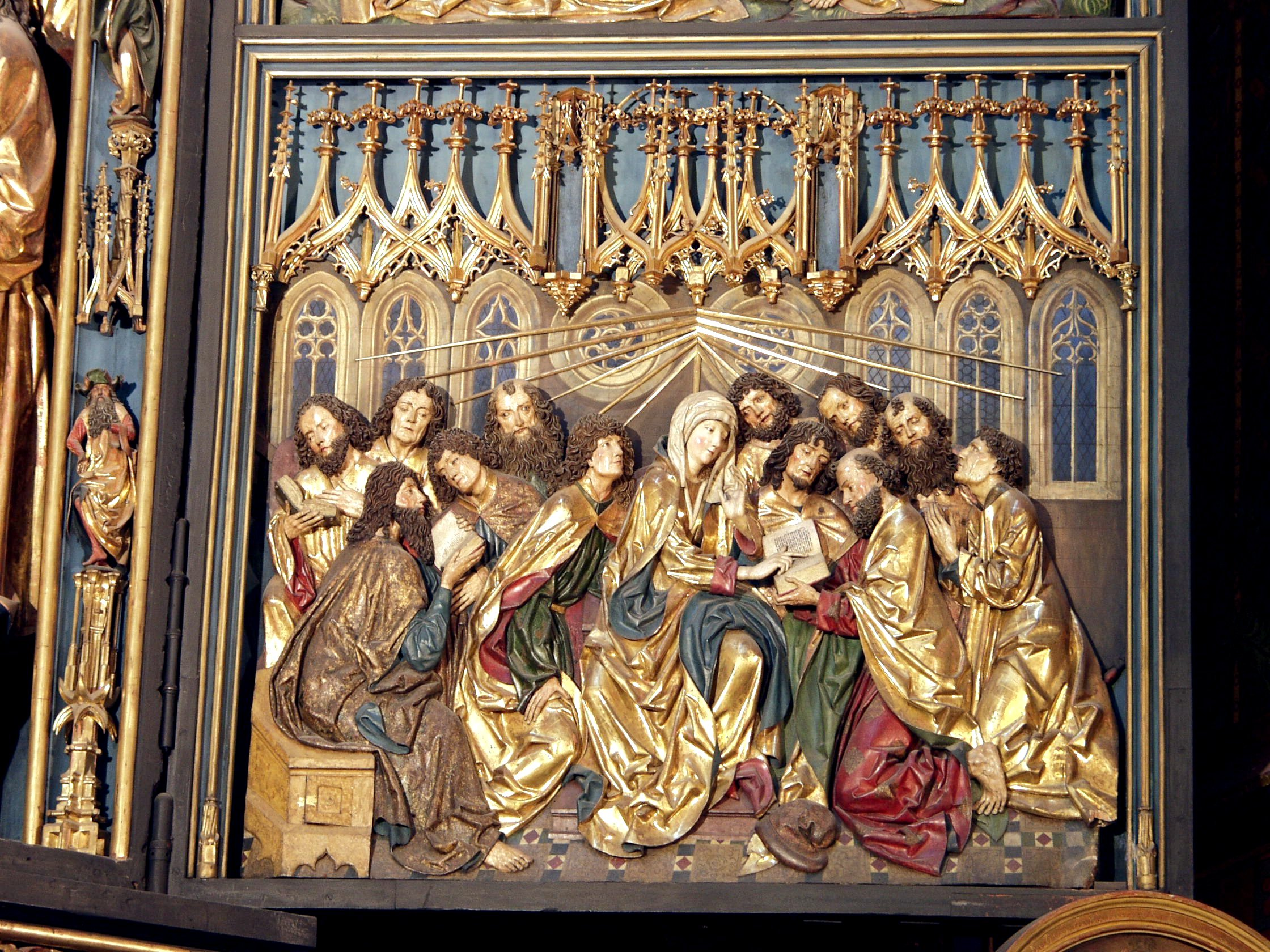
聖霊の降下